# Globo de Gottorf

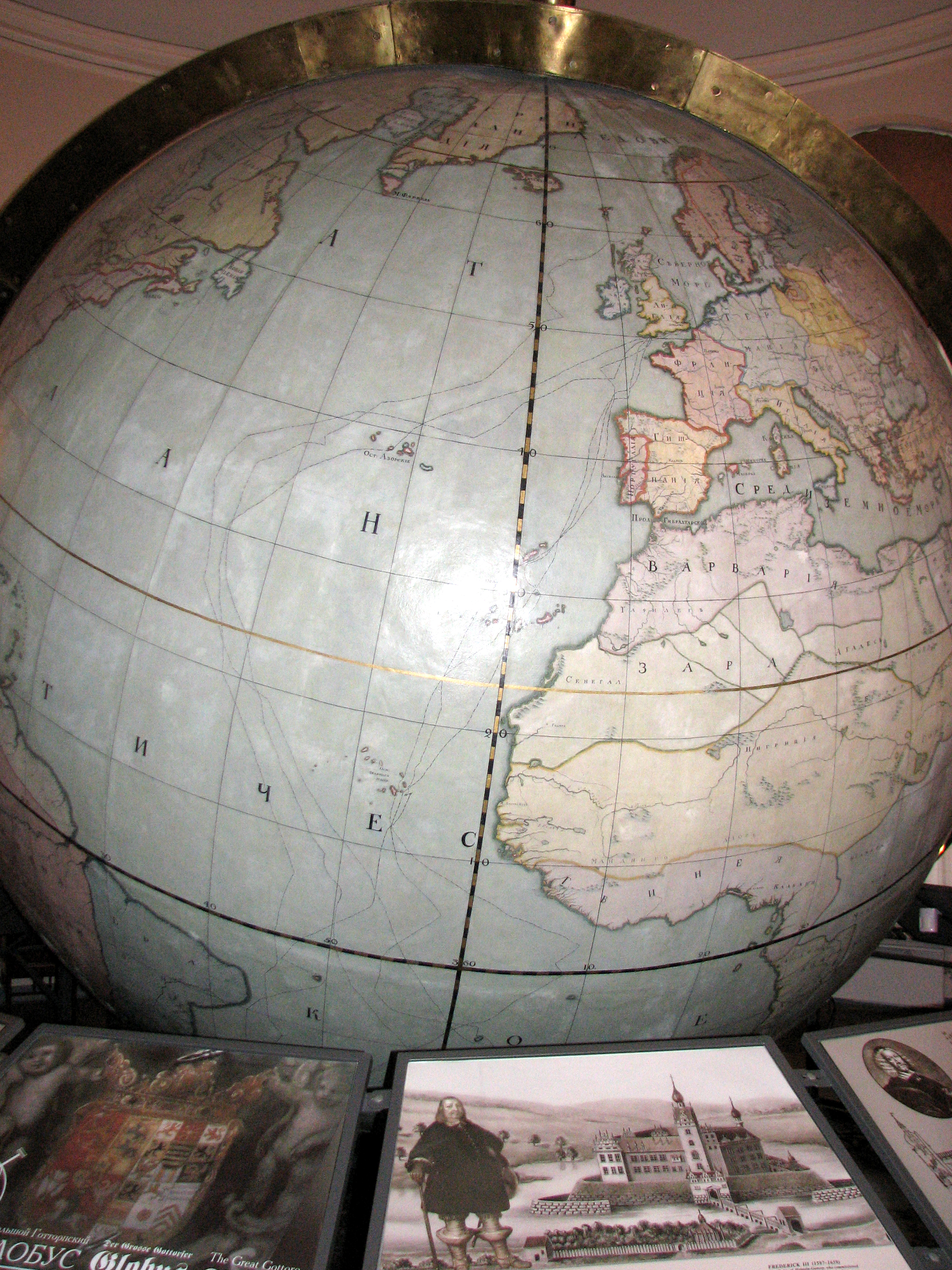
Globo original de Gottorf en la Kunstkamera, San Petersburgo

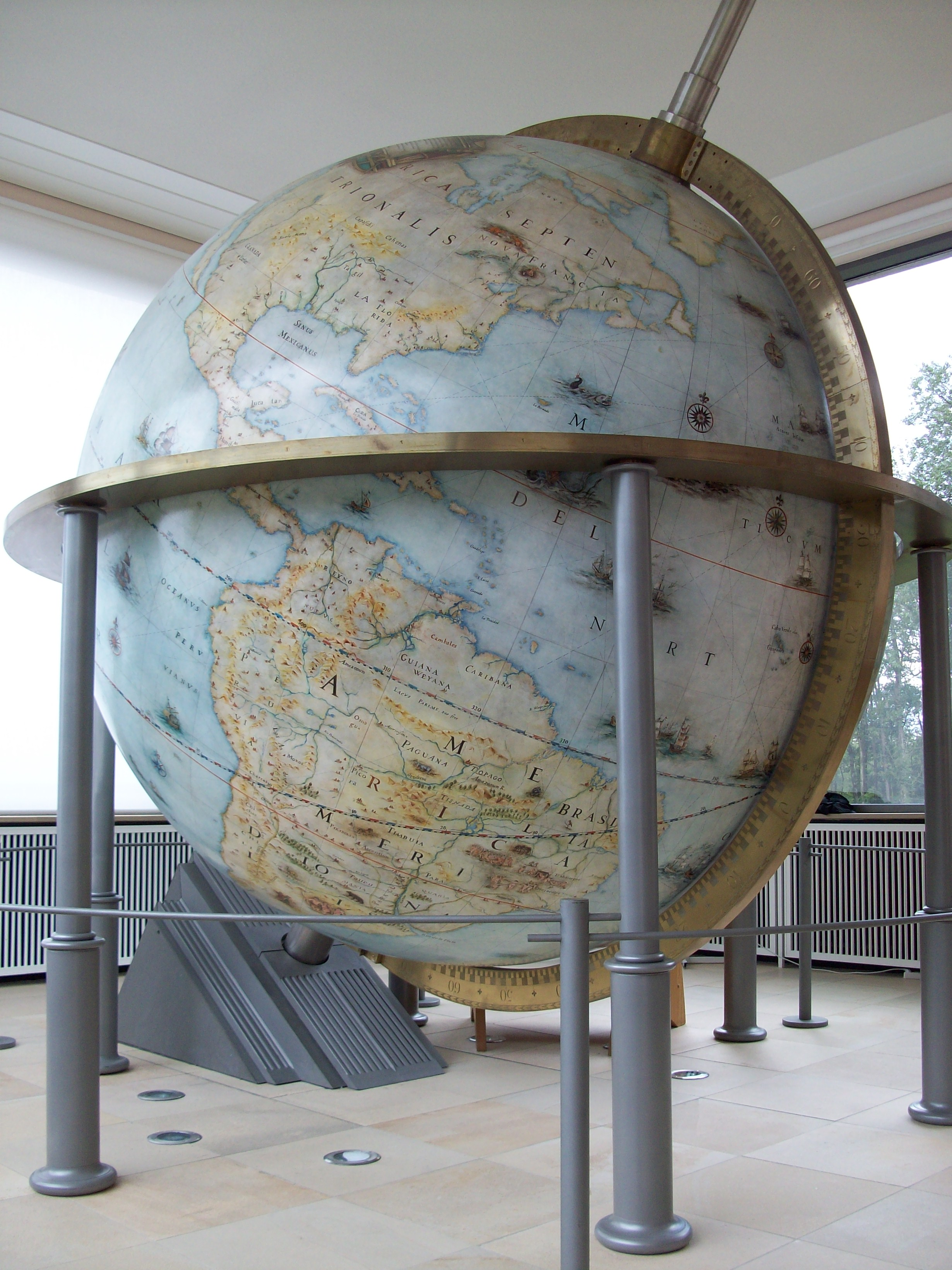
Réplica del globo gigante de Gottorf en el Globe Museum en el palacio de Gottorp, Schleswig

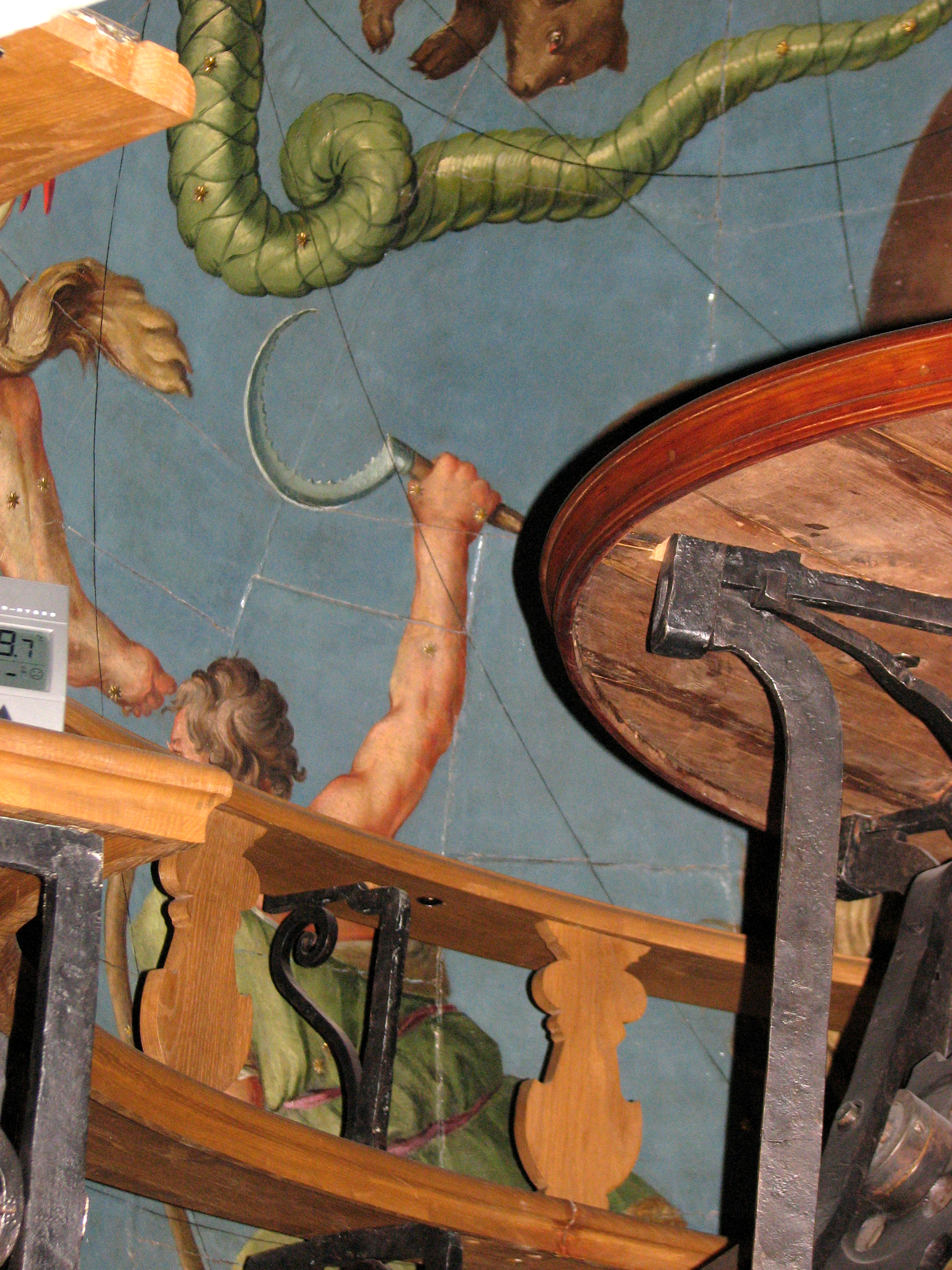
Interior del Globo de Gottorf (Kuntskamera)

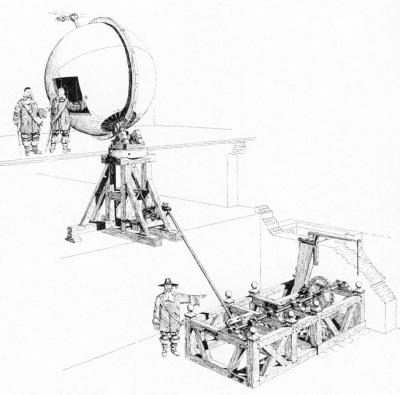
Reconstrucción del mecanismo hidráulico original.

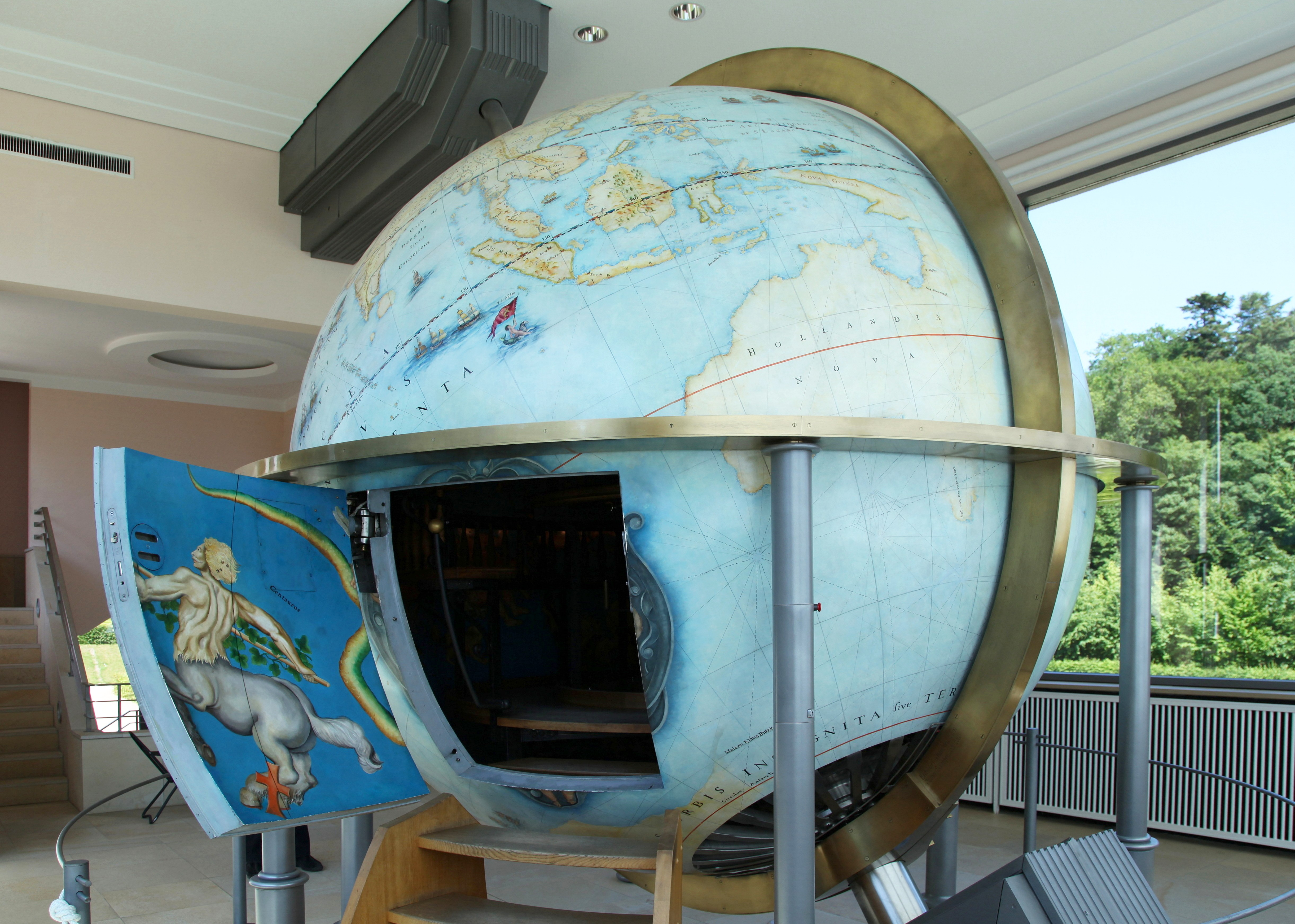
Globo de Gottorf (réplica en el Castillo de Gottorf). Puerta de acceso

El Globo de Gottorf (en alemán: Gottorper Globus o Gottorfer Globus, en danés: Den gottorpske kæmpeglobus o Gottorpsk kæmpeglobus) es un gran globo terráqueo (y simultáneamente celeste) del siglo XVII, actualmente exhibido en la Kunstkamera de San Petersburgo (Rusia). Mide 3,1 metros de diámetro.
El globo detalla un mapa de la superficie de la Tierra en el exterior y un mapa de las constelaciones con símbolos astrológicos y mitológicos en su interior. Girado por un sistema hidráulico, es capaz de reproducir el “movimiento” de los cielos ante un espectador sentado dentro de la esfera en la penumbra. Es un predecesor de los modernos planetarios.

## Denominación correcta
En alemán moderno, el nombre de Gottor(p) se escribe con una F, no con una P.

## Orígenes
El globo original fue construido entre 1654 y 1664 en el palacio ducal de Gottorp a petición de Federico III, duque de Holstein-Gottorp.
La construcción se llevó a cabo bajo la supervisión de Adam Olearius y fue completada por Andreas Bösch, siendo ambos residentes del duque. Se instaló en un jardín del palacio ducal para divertir y asombrar a los visitantes.

## Traslado a Rusia
El globo fue entregado a Pedro el Grande durante la Gran Guerra del Norte y fue llevado a San Petersburgo el 20 de marzo de 1717.
Inicialmente fue colocado en un pabellón especial en la pradera de Tsaristin (ahora denominada el Campo de Marte). Se sabe que el Zar frecuentemente examinaba con interés el globo de Gottorf por las mañanas.
En 1717, el globo fue trasladado a la torre del edificio de la Kunstkamera.

## Incendio
El globo resultó severamente dañado por un fuego en 1747, y su superficie quedó casi destruida por completo.
Isabel I de Rusia hizo restaurar el globo, pero estrictamente hablando ya no era más que una réplica, puesto que después del fuego no quedó prácticamente nada. Se reconstruyó y pintó de nuevo, utilizando el armazón de madera original.

## Regreso temporal a Alemania
Los alemanes se apropiaron del globo que estaba en la sede del Almirantazgo Holandés (donde había sido exhibido desde 1901) durante la Segunda Guerra Mundial, pero tras la derrota alemana regresó a Rusia en 1947.

## Situación actual
El globo original actualmente se exhibe de nuevo en la Kunstkamera, uno de los museos de San Petersburgo.
Fundaciones benéficas alemanas acordaron construir una réplica aproximada del globo en la década de 1990, pero utilizando acero, y luces y motores eléctricos. Está instalada en el Castillo de Gottorf.